# Episodi di Doraemon (serie animata 2005) (diciassettesima stagione)
Questa è la lista degli episodi della diciassettesima stagione dell'anime 2005 di Doraemon.
In Giappone è stata trasmessa su TV Asahi, dal 9 gennaio al 31 dicembre 2021.

## Episodi
| Nº  | Giapponese 「Kanji」 - Rōmaji                                                                                                  | In onda           | In onda |
| Nº  | Giapponese 「Kanji」 - Rōmaji                                                                                                  | Giapponese        |         |
| 556 | 「バランス注射」 - Baransu chūsha「お金なんて大嫌い」 - Okane nante daikirai「初日の出セット」 - Hatsuhinode setto             | 9 gennaio 2021    |         |
| 557 | 「ぬけ穴ボールペン」 - Nuke ana bōrupen「テレビとりもち」 - Terebi torimochi                                                   | 16 gennaio 2021   |         |
| 558 | 「雪でアッチッチ」 - Yuki de atchitchi「ドライブはそうじ機に乗って」 - Doraibu wa sōji-ki ni notte                             | 23 gennaio 2021   |         |
| 559 | 「鬼は外ビーンズ」 - Onihasoto bīnzu「家がロボットになった」 - Ie ga robotto ni natta                                          | 30 gennaio 2021   |         |
| 560 | 「山おく村の怪事件」 - Yama oku mura no kai jiken「争奪戦回避銃」 - Sōdatsu-sen kaihi jū                                       | 6 febbraio 2021   |         |
| 561 | 「大雪山がやってきた」 - Dai yukiyama ga yattekita「チクタクボンワッペン」 - Chikutakubon wappen                               | 13 febbraio 2021  |         |
| 562 | 「オコノミボックスで冬キャンプ」 - Okonomibokkusu de fuyu kyanpu「弟をつくろう」 - Otōto o tsukurō                             | 20 febbraio 2021  |         |
| 563 | 「ドラドラ兄妹げんか」 - Doradora kyōdaigenka「しあわせのお星さま」 - Shiawase no o hoshi sama                                 | 27 febbraio 2021  |         |
| 564 | 「精霊よびだしうでわ」 - Seireiyo bidashiudewa「もはん手紙ペン」 - Mo han tegami pen                                           | 6 marzo 2021      |         |
| 565 | 「似たもの!あつまれホイッスル」 - Nita mono! Atsumare hoissuru                                                                 | 13 marzo 2021     |         |
| 566 | 「やどり木で楽しく家出」 - Yadorigi de tanoshiku iede                                                                          | 20 marzo 2021     |         |
| 567 | 「剛田、いつ?」 - Tsuyoshi ta, itsu?「ぼくを、ぼくの先生に」 - Boku o, boku no sensei ni                                       | 27 marzo 2021     |         |
| 568 | 「サクラいっぱい大作戦」 - Sakura ippai dai sakusen「プロフィールを盛っちゃえ」 - Purofīru o moccha e                          | 3 aprile 2021     |         |
| 569 | 「ジジ島の怪魚ハンター」 - Jiji tō no kaigyo hantā                                                                             | 10 aprile 2021    |         |
| 570 | 「連想式推理虫メガネ」 - Rensōshiki suirichū megane「ネジまいてハッスル!」 - Neji maite hassuru!                               | 17 aprile 2021    |         |
| 571 | 「のび太はクイズ王」 - Nobita wa kuizuō                                                                                        | 24 aprile 2021    |         |
| 572 | 「ペットはこいのぼり」 - Petto wa koi nobori                                                                                   | 1º maggio 2021    |         |
| 573 | 「ハワイがやってくる」 - Hawai ga yattekuru「母の日は終わらない」 - Haha no hi wa owaranai                                     | 8 maggio 2021     |         |
| 574 | 「この絵6000万円」 - Kono e 6000 man en「おそだアメ」 - Osoda ame                                                              | 15 maggio 2021    |         |
| 575 | 「注文の多い人形あそび」 - Chūmon no ōi ningyō asobi「かわいい石ころの話」 - Kawaī ishikoro no hanashi                         | 22 maggio 2021    |         |
| 576 | 「目ヂカラにご用心」 - Me jikara ni go yōjin                                                                                   | 29 maggio 2021    |         |
| 577 | 「クロマキーでノビちゃんマン」 - Kuromakī de nobi chan man「タンポポ空を行く」 - Tanpopo sora o iku                            | 5 giugno 2021     |         |
| 578 | 「集中力増強シャボンヘルメット」 - Shūchūryoku zōkyō shabon herumetto                                                          | 12 giugno 2021    |         |
| 579 | 「父の日にアドベン茶」 - Chichi no hi ni ado ben cha「キライなテストにガ～ンバ!」 - Na tesuto ni ga～nba!                      | 19 giugno 2021    |         |
| 580 | 「ロックロックハンマー」 - Rokku rokku hanmā「よかん虫」 - Yo kanchū                                                           | 26 giugno 2021    |         |
| 581 | 「珍獣がショートステイ」 - Chinjū ga shōtosutei「変幻自在!お天気ボックス」 - Hengen jizai! Otenki bokkusu                      | 3 luglio 2021     |         |
| 582 | 「消しゴムでノッペラボウ」 - Keshigomu de nopperabō「つくろう!おざしき水族館」 - Tsukurō! O zashiki suizokukan                 | 10 luglio 2021    |         |
| 583 | 「スグピクトグラム」 - Sugupikutoguramu「雲ソファーでスポーツをみよう!」 - Kumo sofā de supōtsu o miyō !                       | 17 luglio 2021    |         |
| 584 | 「未来の町にただ一人」 - Mirai no machi ni tada ichi nin「ハチにたのめば何とかなるさ」 - Hachi ni tanomeba nantoka narusa      | 31 luglio 2021    |         |
| 585 | 「眠って発電!のび太電力」 - Nemutte hatsuden! Nobita denryoku                                                                  | 7 agosto 2021     |         |
| 586 | 「ネコが会社をつくったよ」 - Neko ga kaisha o tsukuttayo                                                                       | 14 agosto 2021    |         |
| 587 | 「つめあわせオバケ」 - Tsumeawase obake                                                                                        | 21 agosto 2021    |         |
| 588 | 「ゴロアワセトウでキャンプしよう!」 - Goroawasetō de kyanpu shiyō!                                                             | 28 agosto 2021    |         |
| 590 | 「細く長い友だち」 - Hosoku nagai tomodachi「落としものカムバックスプレー」 - Otoshi mo no kamubakku supurē                    | 11 settembre 2021 |         |
| 591 | 「月の光と虫の声」 - Tsuki no hikari to mushi no koe「ツモリガン」 - Tsumorigan                                                | 18 settembre 2021 |         |
| 592 | 「ニクメナイン」 - Nikumenain「スネ夫は理想のお兄さん」 - Suneotto wa risō no o nīsan                                          | 25 settembre 2021 |         |
| 593 | 「上げ下げくり」 - Agesage kuri「貸し切りチップ」 - Kashikiri chippu                                                           | 2 ottobre 2021    |         |
| 594 | 「町内突破大作戦」 - Chōnai toppa dai sakusen「コーディネートはスネカパで」 - Kōdinēto wa sunekapa de                          | 9 ottobre 2021    |         |
| 595 | 「スリル満点!いれかえコースで猛レース」 - Suriru manten! Irekae kōsu de mō rēsu「おかたづけショールーム」 - O katazuke shōrūmu | 16 ottobre 2021   |         |
| 596 | 「骨川マイスターの Do It Yourself」 - Honekawa mai sutā no Do It Yourself「主役はめこみ機」 - Shuyaku hamekomiki               | 23 ottobre 2021   |         |
| 597 | 「リアル日本一周超特急すごろく」 - Riaru Nippon isshū chō tokkyū su goroku「しずかちゃんSOS」 - Shizuka-chan SOS               | 30 ottobre 2021   |         |
| 598 | 「つづきスプレー」 - Tsuzuki supurē「ボールを鍛えろ!」 - Bōru o kitaero!                                                       | 6 novembre 2021   |         |
| 599 | 「無人境ドリンク」 - Mujin sakai dorinku                                                                                       | 13 novembre 2021  |         |
| 600 | 「のび太とのび太」 - Nobita to Nobita                                                                                          | 20 novembre 2021  |         |
| 601 | 「ひろびろ日本」 - Hirobiro Nippon                                                                                             | 27 novembre 2021  |         |
| 603 | 「ハリーのしっぽ」 - Harī no shippo「ポスターになったのび太」 - Posutā ni natta nobita                                         | 11 dicembre 2021  |         |
| 604 | 「ジャイアンラーメンが来る!」 - Jaian rāmen ga kuru!「ちく電スーツ」 - Chikuden sūtsu                                          | 18 dicembre 2021  |         |
| 605 | 「イリュージョニストノビー 〜クリスマスの奇跡〜」 - Iryūjonisuto Nobī 〜Kurisumasu no kiseki〜「植物ペン」 - Shokubutsu pen    | 25 dicembre 2021  |         |

## Speciali
| Nº     | Giapponese 「Kanji」 - Rōmaji | In onda          | In onda |
| Nº     | Giapponese 「Kanji」 - Rōmaji | Giapponese       |         |
| S72589 | 「のび太の惑星探査ミッション」 - Nobita no wakusei tansa misshon「マジックの使い道」 - Majikku no tsukaimichi「どら焼きが消えた日」 - Dorayaki ga kieta hi | 4 settembre 2021 |         |
| S73602 | 「ドラえもん&パーマン危機一髪!?」 - Doraemon & Pāman kikīppatsu !?                                                                                         | 4 dicembre 2021  |         |
| S74    | 「煩悩を追い払え!」 - Bonnō o oiharae!「あばよ2021!ジャイアンリサイタル」 - Abayo 2021! Jaian risaitaru                                                    | 31 dicembre 2021 |         |